# David Whitaker
Pour les articles homonymes, voir Whitaker.
Pour l’article ayant un titre homophone, voir David Whittaker.
David Whitaker, né David Sinclair Whitaker le 6 janvier 1931 à Kingston upon Thames, et mort le 11 janvier 2012 dans l'Oxfordshire,,, est un compositeur et arrangeur musical britannique.

## Biographie
David Whitaker a réalisé ses premières orchestrations il y a plus de 40 ans. Il travailla pour The Rolling Stones (The Rolling Stones Song Book) dont les arrangements de violons sur le titre The Last Time ont été samplés par The Verve pour leur tube Bittersweet Symphony.
Compositeur de musiques de film, entre autres pour la compagnie britannique Hammer Film Productions spécialisée dans le cinéma fantastique et d’horreur (Dr Jekyll et Sister Hyde, 1971), ce sont de vrais arrangements symphoniques qu’il livre, se hissant ainsi au niveau de ses confrères orfèvres en la matière[non neutre], tels Angelo Badalamenti, Maurice Jarre, Henry Mancini ou Lalo Schifrin. Il se diversifie en composant, plus tard, les musiques des films de Dominik Moll : Harry, un ami qui vous veut du bien (2000) et Lemming (2005).

## Films et chansons

### Musiques de films
- Que pensez-vous des musiques de film contemporaines[4]? :
— David Whitaker : « De manière générale, et plus spécifiquement par ce qui est composé aux États-Unis (où tout le monde se partage les mêmes arrangeurs), je ne suis guère enthousiasmé. Quelle similitude ! Ces musiques, comme la plupart de celles composées pour la télévision, ont été écrites selon des « recettes ». Parmi les partitions récentes, celle composée par Michel Portal pour le film Le Retour de Martin Guerre[5] était très belle : originale, excellente. Si l'on remonte dans le temps, l'on peut considérer comme un chef-d'œuvre la partition de Bernard Herrmann pour Fahrenheit 451[6] : cette musique n'a absolument pas vieilli. J'admire la musique de John Barry pour sa sincérité de ton. John Williams est presque invariablement bon. La musique composée par Jerry Goldsmith pour The Boys from Brazil[7] était superbe. »

### The Whitaker big band jazz
David Whitaker a quelques faiblesses pour les orchestrations du style Big band des années folles. Lui-même poussera fort drôlement la chansonnette dans cette veine (Susie, 1974). Il s’en donnera à cœur joie en s’inspirant de Marilyn Monroe et de son interprétation de la chanson I Wanna Be Loved by You issue du film foufou estampillé années 1930, Certains l'aiment chaud (Some Like it Hot) de Billy Wilder (1959). Il réalisera, dans cette mouvance, des « Comics dingos », dont Comic Strip de Serge Gainsbourg (1967), et créera encore d’autres petits chefs-d’œuvre rétros pour Sylvie Vartan (2' 35 de bonheur en 1967) et pour France Gall (24 / 36 en 1968). Pour cette dernière, il a également composé et arrangé la musique « hippie » de Chanson indienne avec grand déploiement de cithares et clochettes après avoir auparavant astucieusement placé les irruptions de trompette dans sa chanson-tube Bébé requin sur une musique de Joe Dassin en 1967[non neutre].

## Distinctions
- Académie des films de science-fiction, fantastique et horreur 1983 : nommé pour le Saturn Award de la meilleure musique pour L'Épée sauvage.
- Césars 2001 : nommé dans la catégorie César de la meilleure musique écrite pour un film pour la BO d'Harry, un ami qui vous veut du bien.

## Cinématographie sélective
- 1968 : Te casse pas la tête Jerry (Don't Raise the Bridge, Lower the River) de Jerry Paris, avec Jerry Lewis
- 1968 : Les requins volent bas (Hammerhead) de David Miller, avec Peter Vaughan
- 1969 : Run Wild, Run Free de Richard C. Sarafian, avec John Mills
- 1969 : La Haine des desperados de Henry Levin, avec Jack Palance
- 1970 : Lâchez les monstres (Scream and Scream Again) de Gordon Hessler, avec Vincent Price, Christopher Lee et Peter Cushing
- 1970 : Eyewitness de John Hough, avec Mark Lester, Lionel Jeffries
- 1971 : Dr Jekyll et Sister Hyde (Dr Jekyll & Sister Hyde) de Roy Ward Baker, avec Ralph Bates et Martine Beswick
- 1972 : Le Cirque des vampires (Vampire Circus) de Robert William Young, avec Lynne Frederick, Adrienne Corri
- 1973 : Tendres Chasseurs (Ternos Caçadores) de Ruy Guerra, avec Sterling Hayden, Susan Strasberg, Stuart Whitman
- 1974 : Vampira (Les temps sont durs pour Dracula) de Clive Donner, avec David Niven
- 1979 : Dominique de Michael Anderson, avec Jean Simmons
- 1982 : L'Épée sauvage (The Sword and the Sorcerer) d’Albert Pyun, avec Lee Horsley
- 2000 : Harry, un ami qui vous veut du bien de Dominik Moll, avec Sergi López
- 2005 : Lemming de Dominik Moll, avec Charlotte Rampling
- 2008 : Lady Godiva de Vicky Jewson, avec Eric Carte

## Discographie

### Compilation
- 2002 : The David Whitaker Songbook, 1 CD « Collection Musée de l'Imaginaire », album 20 Tricatel conçu par Thomas Jamois, Bertrand Burgalat avec l'aide de David Whitaker, track listing :

1. The Andrew Oldham Orchestra : The Last Time, paroles et musique de Mick Jagger et Keith Richards, 1967
2. Long Chris : La Petite Fille de l'hiver, paroles de Long Chris et musique d’Éric Demarsan, 1967
3. Philip's Triumph : BO du film Run Wild, Run Free de Richard C. Sarafian, musique et orchestration de David Whitaker, 1969
4. Strange Affair : album Music To Spy By, musique et orchestration de David Whitaker, 1965
5. Nico : I'm Not Saying, paroles et musique de Gordon Lightfoot, arrangements de David Whitaker, 1965
6. Alive At Last : album Music To Spy By, musique et orchestration de David Whitaker, 1965
7. A Ride On The White Colt : BO du film Run Wild, Run Free de Richard C. Sarafian, musique et orchestration de David Whitaker, 1969
8. Lee Hazlewood : What's More I Don't Need Her, paroles et musique de Lee Hazlewood, 1970
9. Pavane : instrumental composé, arrangé et conduit par David Whitaker, 1974
10. David Whitaker : Susie, interprété, composé et arrangé par David Whitaker, 1974
11. Philip On The Moors : BO du film Run Wild, Run Free de Richard C. Sarafian, musique et orchestration de David Whitaker, 1969
12. Philip Grows Up : BO du film Run Wild, Run Free de Richard C. Sarafian, musique et orchestration de David Whitaker, 1969
13. Hoods Explore The Triton : BO du film Hammerhead de David Miller, musique et orchestration de David Whitaker, 1968
14. Interception : album Music To Spy By, musique et orchestration de David Whitaker, 1965
15. France Gall : Chanson indienne, paroles de Robert Gall et musique de David Whitaker, arrangements de David Whitaker, 1967
16. L'Autoroute des vacances : BO du film Harry, un ami qui vous veut du bien de Dominik Moll (2000)
17. Marianne Faithfull : Plaisir d'amour, arrangements de David Whitaker, 1965
18. Cressida : album Music To Spy By, musique et orchestration de David Whitaker, 1965
19. Mr Mouthpiece : album Music To Spy By, musique et orchestration de David Whitaker, 1965
20. Air : Remember, paroles et musique de Nicolas Godin et Jean-Benoît Dunckel, version arrangée par David Whitaker, 1998
21. Dominique : instrumental composé, arrangé et conduit par David Whitaker, 1973.